# Nationaal Paralympisch Comité
Een Nationaal Paralympisch Comité (NPC) is een nationale sportorganisatie die de belangen van het  land in het Internationaal Paralympisch Comité (IPC) behartigt, de "Paralympische Beweging" in het betreffende land vertegenwoordigt en het team samenstelt dat aan de Paralympische Spelen deelneemt.
Begin 2010 zijn er bij de IPC 165 Nationaal Paralympische Comités aangesloten. 
In België is het Belgian Paralympic Committee het NPC. In Nederland is dat het NOC*NSF, dat tevens als Nationaal Olympisch Comité optreedt, en in Suriname het Nationaal Paralympisch Comité Suriname (NPC Suriname).